# Floresta de Romincka

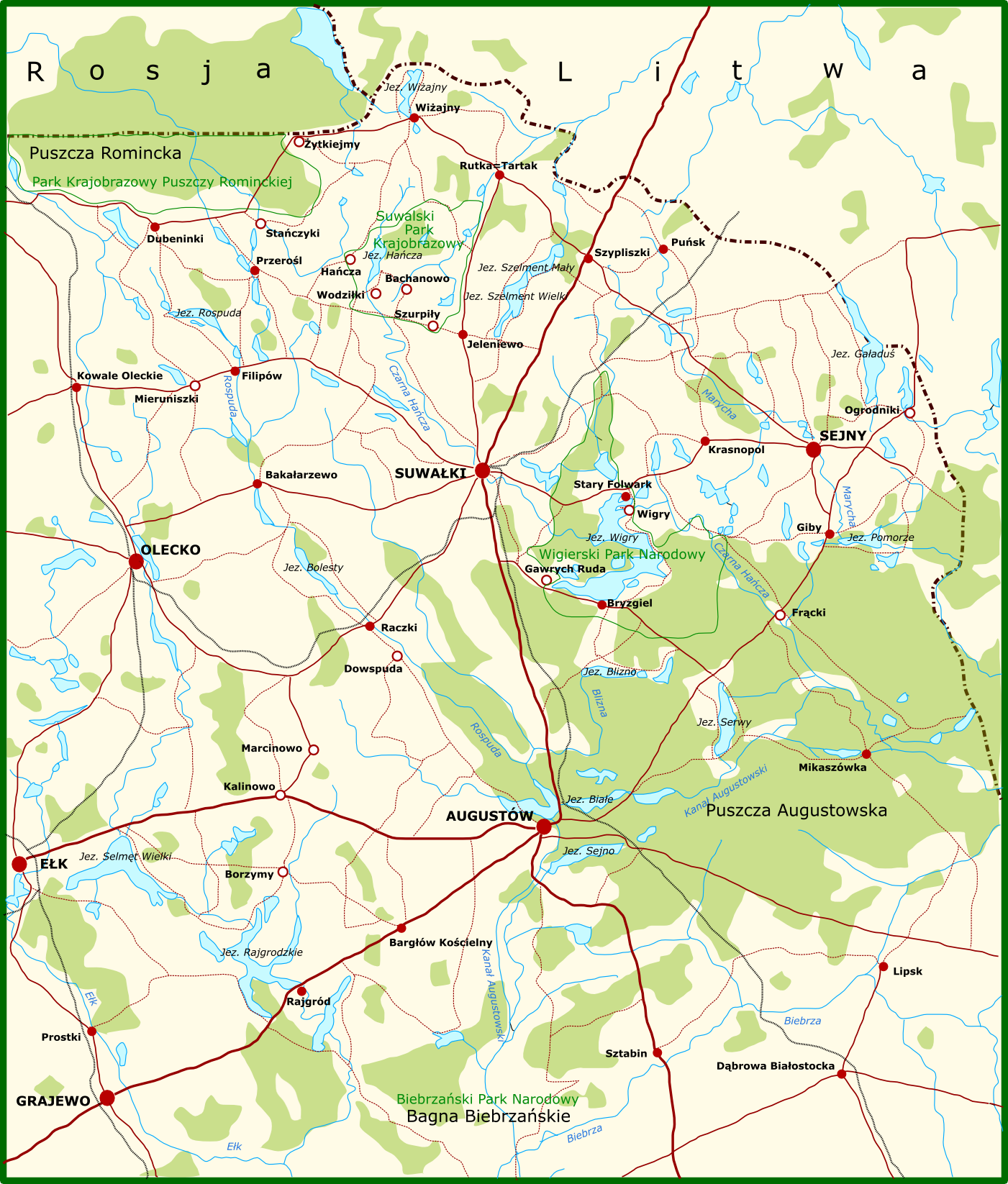
Mapa com a localização da 'Floresta de Romincka.

A Floresta de Romincka (em polaco: Puszcza Romincka), também conhecida por Floresta Rominta ou Krasny Les (em russo: Красный лес), é uma eco-região e área arborizada localizada na Rússia e na Polónia.
Os nomes alemães e polacos para a floresta derivam da antiga língua da Prússia, da sílaba rom, que significa calma e paz, sendo que a floresta estava ligada à mitologia da antiga Prússia. O nome russo para floresta é "Floresta Vermelha". Antes de 1945, o nome da floresta era Rominter Heide. 
É um dos últimos locais da Europa onde ainda se podem encontrar javalis, lobos e linces.